# 尚可喜
尚可喜（1604年8月25日—1676年12月4日），字元吉，号震阳，初为明朝东江军将领，后投降后金（清朝），为清初五位汉王之一。祖籍山西平阳府洪洞县，后迁至北直隶真定府衡水县，万历四年（1576年）其祖父尚继官举家迁往辽东都司海州卫（今辽宁海城）。生於萬曆三十二年（1604年），隨父尚学礼加入东江军，积功至副总兵。崇祯七年（1634年）投奔后金，授总兵职，崇德元年（1636年）受封智顺王，順治六年（1649年）封平南王，康熙十四年（1675年）晋封平南亲王，康熙十五年（1676年）去世，谥敬。

## 父兄
其父尚学礼，生于明万历二年（1574年），年幼时随父尚继官迁居辽东海州卫。辽阳陷落后，家人罹难。遂投奔辽东巡抚王化贞，授千总职，追随明将毛文龙深入敌后，袭击镇江，取得“镇江大捷”。毛文龙开镇东江后，尚学礼多次跟随毛文龙作战，积功至都司。天启四年三月二十四日（1624年5月11日），尚学礼在旋城（今辽宁省庄河市境内）巡逻时，遭遇后金军，力战殉国。
尚可喜长兄尚可进，生于万历二十三年（1596年），亦为辽东名将，明崇祯六年（1633年）阵亡于对后金的作战中。

## 投降後金
尚可喜不好学问，但便弓马，有智勇，畅晓军事。从军后，效命于东江总兵毛文龙帐下。官至广鹿岛副将。及至1629年袁崇焕斩毛文龙，皮岛总兵沈世奎接任，排挤原毛文龙旧部。明崇祯七年（1634年），沈世奎诳尚可喜至皮岛，意图诬以罪名，加以谋害。此事为尚可喜部下许尔显等人侦知，尚可喜遂有去意。于是，遣许尔显、班志富诸部下前往沈阳，与后金接洽。皇太极闻之，兴奋至极，大呼“天助我也”，并赐尚可喜部名“天助兵”。尚可喜携麾下诸将、辖下五岛军资器械航海归降。皇太极出城30里相迎，赏赐珍宝无数，发还先前所俘虏的且能找到的尚可喜家族成员共计27人（彼时后金所俘100余人，尚可喜二位夫人乱中自尽）。旋即封总兵官。
明崇祯九年、清崇德元年（1636年），皇太极改国号为清，加封孔有德为恭顺王、耿仲明为怀顺王、尚可喜为智顺王，是为清初“三顺王”。并将海州赐尚可喜为封地，家口旧部安置于此。受到皇太极极高礼遇。
松锦之战中，从攻松山、杏山等地，立下战功。后随多尔衮征讨朝鲜，迫使朝鲜国王李倧签订城下之盟。

## 入關南下
明崇祯十七年、清顺治元年（1644年）随清军入关，随豫亲王多铎南下，兵至湖北鄂州（今武昌），后回师海州。
順治四年（1647年）清军攻克广东。次年，南昌金聲桓、王得仁舉事反清，清广东提督李成栋也在广州响应，三次北上进攻赣州。
順治六年（1649年）清军收复南昌。李成栋在赣州信丰县兵败坠马身亡，广东仍由李成栋留后南明总督杜永和镇守。尚可喜晋爵平南王，赐金印、金册，與靖南王耿仲明携家口旧部進軍廣東。沿海州、山海关、天津、登州、武昌、岳阳、南韶、肇庆，最后直至广州。行至武昌，由于部下违反军法，靖南王耿仲明畏罪自裁，由其子耿继茂接任，两路大军同归平南王节制。清顺治七年春，平靖大军抵达广州城下，围城长达10个月。
到1650年十月下旬，清军各项准备工作均已就绪，尚可喜、耿继茂下令全力进攻广州，总兵连得成、班志富、郭虎、高进库首先攻克广州西关。十一月初，一日，清军集中炮火轰击西北角城垣。第二天该处城墙已被轰塌三十丈，尚可喜、耿继茂亲临前线督战，指挥清军从阙口攻入城内。在巷战中，明军官兵被杀六千多名，总兵范承恩被擒。杜永和见大势已去，同“伪伯张月、李四、李五、水师伪总兵吴文献、殷志荣等俱由水路逃去，大小船只千余一时奔窜出海”。清军占领广州全城后，疯狂地进行屠杀、奸淫、抢劫，一位外国传教士记载：“大屠杀从十一月二十四日一直进行到十二月五日。他们不论男女老幼一律残酷地杀死，他们不说别的，只说：杀！杀死这些反叛的蛮子。”中国史籍也记载：顺治七年尚可喜、耿继茂“再破广州，屠戮甚惨，居民几无噍类。浮屠真修曾受紫衣之赐，号紫衣僧者，募役购薪聚胔于东门外焚之，累骸烬成阜，行人于二三里外望如积雪。因筑大坎痤焉，表曰共冢。”番禺县人王鸣雷写了一篇声泪俱下的祭文，摘录一段以见当日情状：……甲申更姓，七年讨殛。何辜生民，再遭六极。血溅天街，蝼蚁聚食。饥鸟啄肠，飞上城北。北风牛溲，堆积髑髅。或如宝塔，或如山邱。便房已朽，项门未枯。欲夺其妻，先杀其夫；男多于女，野火模糊。羸老就戮，少者为奴；老多于少，野火辘轳。五行共尽，无智无愚，无贵无贱，同为一区。……广东著名文人邝露就是在这次屠城中遇难的。十一月攻陷廣州城，大肆屠殺城中居民，後世稱為「廣州大屠殺」。广州城当时人口大约40万，死难者约五分之一，《廣州市志》記載「死難70萬人」。

## 開府廣州
尚可喜與耿繼茂二王同在廣州建立王府，放縱部屬為害當地人民。廣東左布政使胡章曾經上疏彈劾二王，指控包括二王所部將士掠辱士紳婦女，結果二王未受懲處，胡章反而被指誣告而獲罪。其後高要知縣楊雍建內遷給事中，上疏陳述廣東濫役、私稅諸大害，又謂：「一省不堪兩藩，請量移他省。」
1660年耿繼茂移鎮福建，尚可喜專鎮廣東。
尚可喜的广州王府故址为今广州市越秀区的人民公园。1655年首次上疏以“痰疾时作”请求归老辽东，为顺治皇帝以“全粤未定”挽留。在东南沿海打击海盗，上书朝廷取消迁界禁海之命令，获得当地百姓支持。尚可喜在广东私市私税，“每岁所获银两不下数百万”，用以支付高昂的军费开支。
康熙十二年（1673年），尚可喜因与其長子尚之信不和，上书朝廷请求归老辽东，以次子尚之孝袭爵留守广东。不久尚之孝因兄弟之爭主動辭退，康熙帝顺势宣布裁撤尚藩的封地，間接引發三藩之乱。
康熙十四年（1675年）正月，尚可喜进爵平南亲王，以次子尚之孝袭爵，并授平南大将军。
康熙十五年二月（1676年），尚之信发兵围困其府邸，夺取广东最高指挥权，响应吴三桂叛乱。康熙十五年十月二十九日，平南亲王尚可喜在广州薨逝，享年73岁。康熙皇帝给谥曰“敬”。棺椁暂厝于广州大佛寺，1681年歸葬海城凤翔山，后又迁葬海城市八里鎮大新村文安山。康熙皇帝派遣亲王于归葬道路三次拜祭，亲自撰写御赐功德碑碑文，并置两个四品佐领为平南王守陵，至民国十五年（1926年）废。
其子尚之信在“三藩之乱”中以观望态度守卫广东，保存实力。1677年降清后，袭爵平南王，加封太子太保。1680年尚之信被康熙赐死，年52岁。

## 年表
1604年（明万历三十二年）农历八月初一（西历1604年8月25日）生于海州卫（今辽宁海城）；
1623年（明代天启三年）从军；
1625年（明天启五年）其父尚学礼偷袭后金首都未成，战殁于阵；
1633年（明崇祯六年）长兄尚可进战殁于阵；
1634年（明崇祯七年、后金天聪八年），率部航海弃明投金，部队被封为“天助兵”，发还被俘人口，封总兵官；
1636年（清崇德元年），皇太极改国号大清，改元崇德，加封“智顺王”，移师海州；

1644年（清顺治元年）尚可喜随摄政王多尔衮入关；
1645年（清顺治二年）随豫亲王多铎南下，挥师湖北，后复归海州；
1649年（清顺治六年）尚可喜被封为平南王，赐金册、金印，率家口旧部南征广东；
1650年（清顺治七年）與耿繼茂攻下广州城，進行「廣州大屠殺」，城中死者数万（一說70萬人西方人說10萬人），在广州营建府邸；
1655年（清顺治十二年）首次上疏归老辽东，为顺治皇帝挽留，上疏谏止迁界禁海获准；
1673年（清康熙十二年）第十一次上疏归老辽东获准，不意吴三桂于云南起兵反清，耿精忠举兵响应，朝廷命令留镇广东。吴三桂致书尚可喜，劝其反清。尚可喜将吴三桂的劝反书呈报给朝廷，以表忠心；
1675年（清康熙十四年）朝廷加封尚可喜为平南亲王，在广州镇海楼召集画师绘七幅画像传世；
1676年（清康熙十五年）二月，尚可喜长子尚之信发兵围困尚可喜府邸，响应吳三桂叛乱，同年十月二十九日（西历1676年12月4日）尚可喜在广州薨逝，享年73岁，康熙皇帝给谥曰“敬”，棺椁暂厝广州大佛寺；
1677年（清康熙十六年），尚之信投降清兵；
1681年，按照尚可喜的遗嘱，將可喜归葬奉天海城。

## 相關評價
- 康熙帝：「平南王尚可喜，累朝勳舊，久鎮巖疆，勞績茂著。自吳逆叛後，尤能篤守忠貞，殫心籌畫，屢抒謀略，保固疆圉，事平之日，從優議敘，已經有旨。其藩下官兵，及該省文武官兵，俱能協力同心，克効忠順，防禦逆賊，勞瘁行間，朕心時切軫念，事平之日，俱著一并從優敘賚。」

- 顧诚：尚可喜、耿继茂以汉族同胞的鲜血在清朝功劳簿上记下了“名垂青史”的一笔。（反諷）[8]

## 家庭
- 父尚學禮。
- 妻胡氏，舒氏，曾氏，楊氏。
- 60个子女，其中子尚之信（母胡氏；妻耿氏，靖南王耿繼茂之女），尚之孝，尚之琨（母曾氏）；尚之隆（母杨氏），后代有进士尚其亨等。
- 女一尚氏，嫁镶蓝旗汉军傅通阿。其父四川巡抚張得第（又张德地）；胞姊一张氏，继配嫁鑲藍旗满洲、侍郎、佐领覺羅沙賴（其嫡妻王佳氏，正红旗汉军、副都統王國雄之女；孙覺羅成桂（字雪田），乾隆丙子舉人，著有《讀易山房詩》，与三等辅国将军诗人永忠交友；先祖覺羅索長阿）；胞姊二张氏，继配嫁宗室博爾果洛（其嫡妻納喇氏都統品級穆詹之女；父承澤裕親王碩塞，胞姊愛新覺羅氏嫁镶蓝旗汉军尚之隆）。

## 延伸阅读
[在维基数据编辑]
 《清史稿/卷234》，出自趙爾巽《清史稿》
 在维基共享资源阅览影像